# Rejectaria lysandria
Rejectaria lysandria là một loài bướm đêm trong họ Noctuidae.